# Paul Ruzoka
Paul Runangaza Ruzoka (ur. w 1948 roku w Nyakayenzi) – tanzański duchowny katolicki, arcybiskup Tabory od 2006 do 2023. 

## Życiorys
Święcenia kapłańskie przyjął 20 lipca 1975 roku. 

## Episkopat
10 listopada 1989 roku został mianowany biskupem diecezji Kigoma. Sakry biskupiej udzielił mu 6 stycznia 1990 roku papież Jan Paweł II (Karol Wojtyła). W dniu 25 listopada 2006 roku został mianowany przez papieża Benedykta XVI arcybiskupem archidiecezji Tabora. Urząd objął w dniu 28 stycznia 2007 roku. W dniu 10 listopada 2023 papież Franciszek przyjął jego rezygnację z urzędu arcybiskupa Tabory